# Lorax: A la recerca de la trúfula perduda

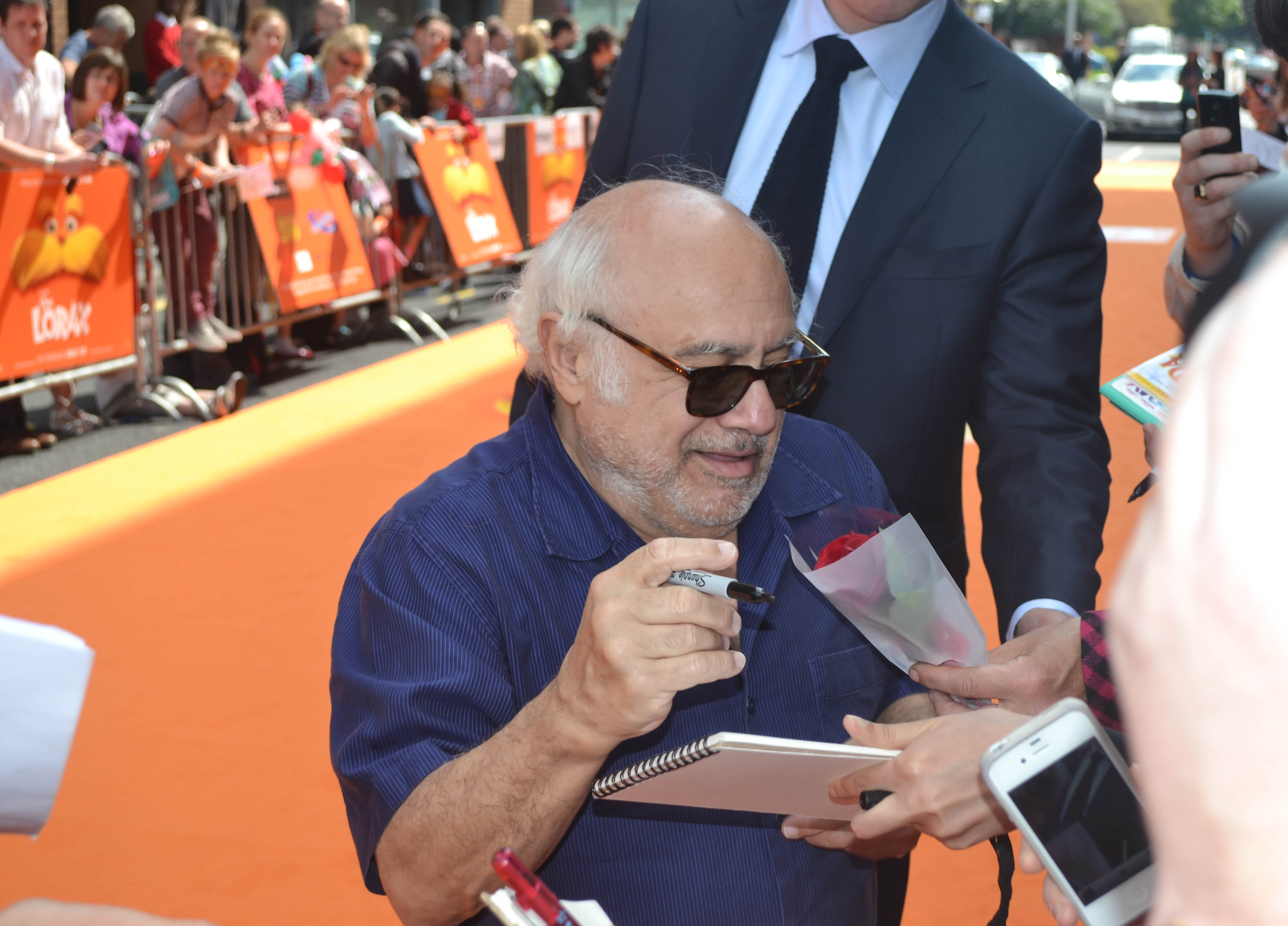
DeVito signant autògrafs a l'estrena del film.

Lorax: A la recerca de la trúfula perduda (títol original en anglès, The Lorax) és una pel·lícula de comèdia fantàstica musical d'animació estatunidenca de 2012 produïda per Illumination Entertainment i distribuïda per Universal Pictures. La pel·lícula és la segona adaptació a la pantalla del llibre infantil homònim del Dr. Seuss de 1971 després de l'especial de televisió animat de 1972. Dirigida per Chris Renaud, està codirigida per Kyle Balda (en el seu debut com a director), produïda per Chris Meledandri i Janet Healy i escrita per l'equip de guionistes de Cinco Paul i Ken Daurio (Paul i Daurio també van ser productors executius al costat de la vídua de Seuss, Audrey Geisel), És protagonitzada per les veus originals en anglès de Danny DeVito, Ed Helms, Zac Efron, Taylor Swift, Rob Riggle, Jenny Slate i Betty White. S'ha doblat al català.
La pel·lícula es basa en el llibre ampliant la història del Lorax i el Ted, el nen sense nom que visita l'Once-ler. La idea de la pel·lícula va ser iniciada per Geisel, que tenia una societat establerta amb Meledandri a partir d'una col·laboració a Horton Hears a Who! (2008). Geisel es va apropar a Meledandri amb la idea quan va fundar Illumination. La pel·lícula es va anunciar oficialment el 2009 amb l'equip creatiu adjunt, i el 2010, DeVito va ser elegit com a personatge titular. John Powell va compondre la base sonora i també va escriure la lletra de les cançons amb Paul. L'animació va ser produïda a França per l'estudi Illumination Mac Guff (el departament d'animació de Mac Guff que més tard va ser adquirit per Illumination el 2011).
Lorax es va exhibir als Universal Studios de Hollywood el 19 de febrer de 2012 i es va estrenar als cinemes dels Estats Units el 2 de març, en IMAX, 3D (conegut a la pel·lícula exclusivament com a "Tree-D") i 2D. Els crítics van elogiar l'animació, la banda sonora i la veu, però van criticar els personatges i la història, mentre que es van alertar les contradiccions percebudes amb el missatge original del llibre. Malgrat aquestes crítiques, Lorax va ser un èxit comercial, ja que va recaptar 351 milions de dòlars a tot el món contra un pressupost de 70 milions de dòlars.